# Papirus 26
Papirus 26 (według numeracji Gregory-Aland), oznaczany symbolem {\displaystyle {\mathfrak {P}}^{26}} – grecki rękopis Nowego Testamentu pisany na papirusie, w formie kodeksu. Paleograficznie datowany jest na VI albo VII wiek. Zawiera fragment Listu do Rzymian.

## Opis
Zachowały się jedynie fragment kodeksu z tekstem Listu do Rzymian 1,1-16. Tekst pisany jest uncjałą.

## Tekst
Tekst grecki reprezentuje aleksandryjski typ tekstu (niezależny), Kurt Aland zaklasyfikował go do kategorii I.

## Historia
Rękopis odkryty został w Oksyrynchos przez Grenfella i Hunta, którzy opublikowali jego tekst w 1915 roku. Na liście rękopisów znalezionych w Oxyrhynchus znajduje się na pozycji 1354. Ernst von Dobschütz umieścił go na liście rękopisów Nowego Testamentu, w grupie papirusów, dając mu numer 26.
Obecnie przechowywany jest w Southern Methodist University w Dallas.